# 天津神社 (京都市)
天津神社（あまつじんじゃ）は、京都市北区平野宮本町にある神社。京都府神社庁に所属していない単立神社である。

## 祭神
- 造化三神
  - 天之御中主神（あめのみなかぬしのかみ）
  - 高御産巣日神(たかみむすびのかみ）
  - 神産巣日神(かみむすびのかみ）

さらに、天照大御神ほか八百万の神々を祀り、門前には光明稲荷大神を祀っている。

## 独自のおみくじ
天津神社のおみくじは、一般的なおみくじにあるような、大吉、吉、凶などは書かれてはおらず、竹の表裏に言葉が書かれている。北野誠がテレビや書籍で紹介したことから全国的に有名となっている。

## 祭礼
- 歳旦祭
- 月次祭
- 節分祭
- 春季大祭弥生のご挨拶
- 夏越の大祓
- 秋季大祭
- 天津まつり など

## 現地情報
所在地
- 京都府京都市北区平野宮本町89

交通アクセス
- 最寄駅：京福電気鉄道北野線北野白梅町駅下車後、徒歩約7分

周辺
- 平野大社